# 周光镐墓
周光镐墓，位于中国广东省汕头市潮南区雷岭镇双老村，现为潮南区文物保护单位，类型为古墓葬，公布时间为2001年3月2日。
周光镐墓的历史年代为明代。